# Nikté Sotomayor
Nikté Alejandra Sotomayor Ovando (Retalhuleu, 1 de julio de 1994) es una deportista guatemalteca que compitió en bádminton. Ganó una medalla de bronce en los Juegos Panamericanos de 2019, en la prueba individual.

## Palmarés internacional
| Juegos Panamericanos | Juegos Panamericanos | Juegos Panamericanos | Juegos Panamericanos |
| Año                  | Lugar                | Medalla              | Prueba               |
| -------------------- | -------------------- | -------------------- | -------------------- |
| 2019                 | Lima (Perú)          | Medalla de bronce    | Individual           |